# Васильчуків
Васильчуків (Васильків, пол. Wasylczuków) — колишній хутір у Гладковицькій волості Овруцького повіту Волинської губернії.

## Населення
Наприкінці 19 століття кількість населення становила 30 осіб, дворів — 3.

## Історія
Відомий з 1887 року як поселення Гладковицької волості Овруцького повіту Волинської губернії. Можливо, згодом назва трансформувалася у Васьків.